# Hohe Geige
L'Hohe Geige (3.395 m s.l.m.) è una montagna delle Alpi Venoste nelle Alpi Retiche orientali. Si trova nel Tirolo austriaco.
È la montagna più alta della Geigenkamm.
Si può salire sulla vetta partendo dalla Rüsselsheimer Hütte (2.323 m) e salendo il versante sud-ovest.